# COROT-3b

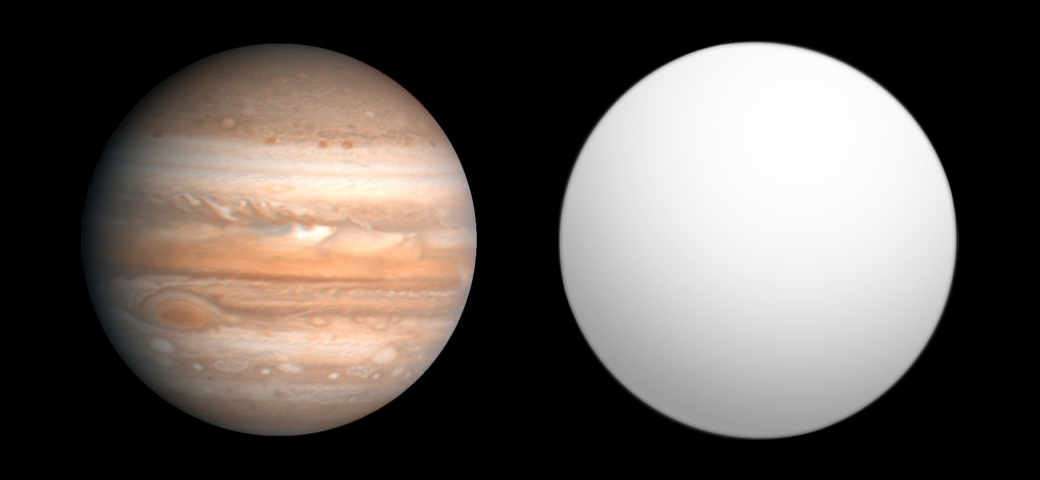
Comparação de tamanho de COROT-3b com Júpiter.

COROT-3b (anteriormente conhecido como COROT-Exo-3b) é uma anã marrom ou um planeta extrassolar maciço com uma massa de 21,66 vezes a massa de Júpiter. O objeto orbita COROT-3, uma estrela do tipo F localizada a cerca de 2.218 anos-luz (680 pc) de distância a partir Terra, na constelação de Aquila. A órbita é circular e leva 4,2568 dias para ser concluída. Ele foi descoberto pela missão COROT que detectou o escurecimento da luz da estrela-mãe quando COROT-3b passa na frente dela (uma situação chamada de trânsito).

## Classificação
A questão de saber se COROT-3b é um planeta ou uma anã marrom depende da definição escolhida para estes termos. De acordo com uma definição, uma anã marrom é um objeto capaz de fundir deutério, um processo que ocorre em objetos mais maciços do que 13 vezes a massa de Júpiter. Segundo esta definição, que é o adotada pela União Astronômica Internacional sobre planetas extrassolares, COROT-3b é uma anã marrom. No entanto, alguns modelos de formação planetária preveem que planetas com massas até 25-30 massas de Júpiter pode formar através de acreção de núcleo. Se esta distinção baseada em formação entre as anãs marrons e planetas for usada, o status de COROT-3b fica menos claro como o método de formação para esse objeto não é conhecido. A questão é ainda mais obscurecida pelas propriedades orbitais do objeto: as anãs marrons situadas perto das suas estrelas são raros (um fenômeno conhecido como deserto das anãs marrons), enquanto a maioria dos enormes planetas conhecidos (por exemplo: XO-3b, HAT-P-2b e WASP-14b) estão em órbitas altamente excêntricas, em contraste com a órbita circular de COROT-3b.